# Вулиця Рене Декарта
Ву́лиця Рене́ Дека́рта — вулиця у Святошинському районі міста Києва, місцевість Ґалаґани. Пролягає від Берестейського проспекту до Ґалаґанівської вулиці. Прилучаються вулиці Стрийська, Олексія Бездольного, провулки Антоніни Смереки та Анатолія Базилевича.

## Історія
Вулиця виникла в середині XX століття під назвою Нова. 1955 року отримала назву вулиця Кулібіна, на честь російського механіка Івана Кулібіна.
Сучасна назва на честь французького філософа та математика Рене Декарта — з 2022 року

## Установи
- Спортивний комплекс «Олімп» Верстатобудівного заводу (буд. № 11)